# Вікові модрини
Вікові модрини — ботанічна пам'ятка природи місцевого значення. Розташована на території Спичинецької сільської ради Погребищенського району Вінницької області (Плисківське лісництво, кв. 19 діл.6). Оголошена відповідно до рішення Вінницького облвиконкому від 29.08.1984 р. № 371 та №310  від 22.07.76р. Охороняється два дерева модрини європейської віком понад 100 років, висотою 20-22 м., діаметром стовбурів 72 см.